# Alessandro Bazzana
Alessandro Bazzana (Alzano Lombardo, Província de Bèrgam, 16 de juliol de 1984) és un ciclista italià, professional del 2007 al 2015.

## Palmarès
- 2012
  - Vencedor d'una etapa a la Volta a Àustria